# Un célebre especialista sacando muelas en el gran Hotel Europa
Un célebre especialista sacando muelas en el gran Hotel Europa fue la primera película producida en Venezuela. Se proyectó en el Teatro Baralt de Maracaibo, Zulia el 28 de enero de 1897 como el segundo de un bloque de cuatro películas; el bloque también contó con otra película de Maracaibo (Muchachos bañándose en la laguna de Maracaibo). Se sabe poco sobre la producción de la película y los estudiosos no están seguros de la identidad de su director.
No sobreviven copias completas de la película original. Durante la década de 2010 se produjo en Venezuela una reconstrucción de la película con fotografías conservadas del original. En la película, un dentista del Hotel Europa de Maracaibo le arranca los dientes a un hombre. Aunque el tema podría convertirla en una de las primeras películas de terror, los estudiosos coinciden en que se trataba de una película de realidad.
Un crítico contemporáneo criticó la proyección por su velocidad de proyección e iluminación inadecuadas, pero elogió la película.

## Contenido del filme

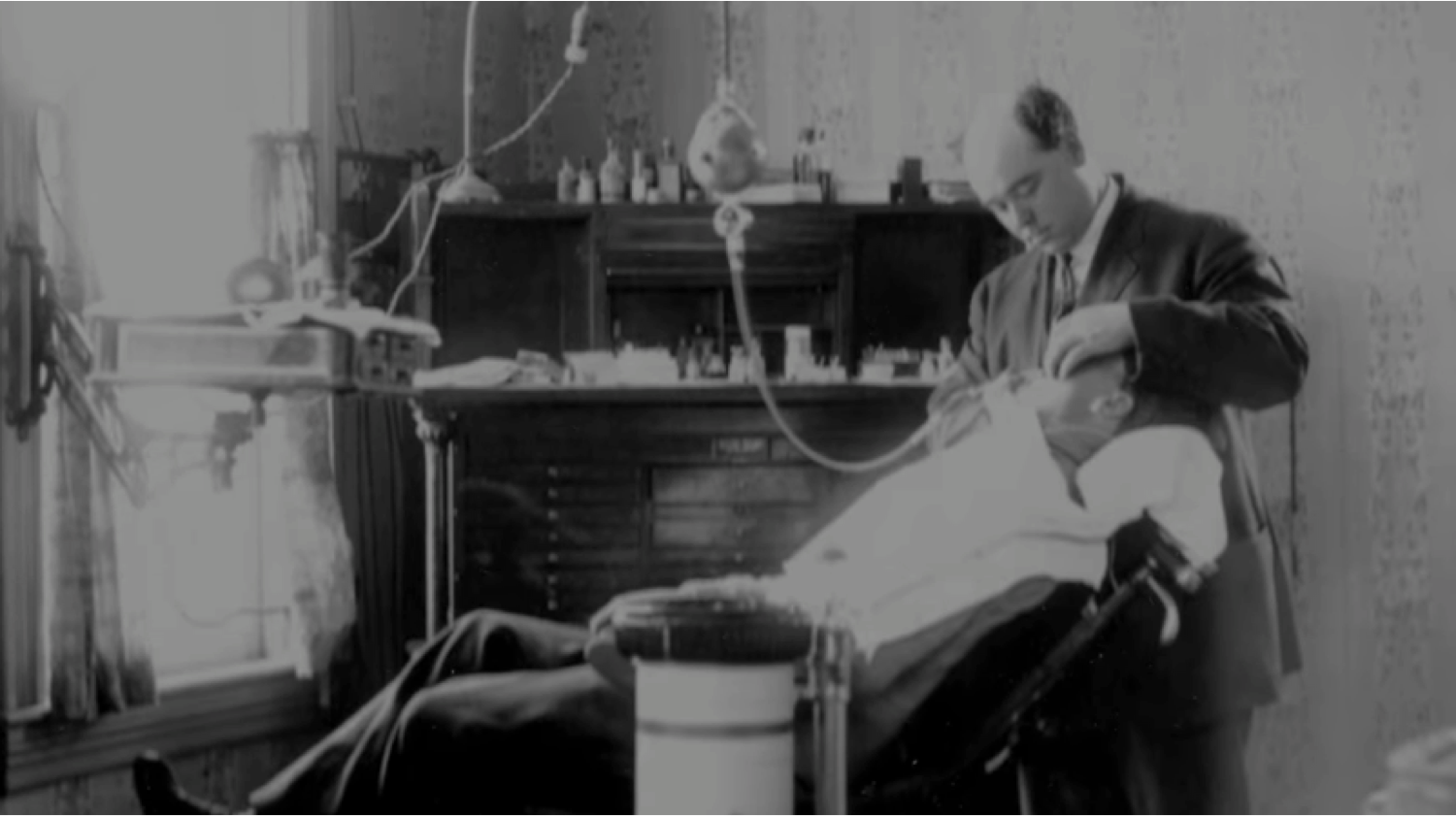
Un fotograma de la extracción dental utilizada en la película reconstruida.

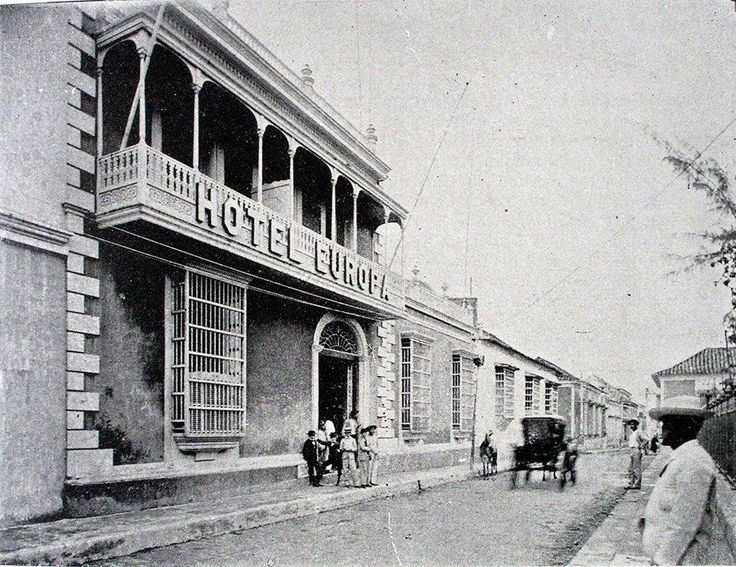
El Hotel Europa en Maracaibo, en la época en que se realizó la película.

Como sugiere su título, la película muestra a un cirujano "célebre" extrayendo los dientes de un paciente en el Hotel Europa de Maracaibo. La historia fue descrita por la historiadora de cine Ana López como "una extracción dental un tanto precaria". Jesús Ricardo Azuaga García describió la película como estilísticamente similar a las películas de Lumière (posiblemente emulándolas), diciendo que ilustra "una de esas actividades más o menos cotidianas que los pioneros del cine francés solían mostrar en sus películas". Azuaga García señala que esto iba a ser inusual en las primeras películas venezolanas y cita sólo tres ejemplos.
Aunque no se conservaron copias de la película, la Asociación Venezolana de Exhibidores de Cine realizó una reconstrucción parcial de Un celebre especialista sacando muelas en el gran Hotel Europa y Muchachos bañándose en la laguna de Maracaibo en enero de 2017 por el 120° aniversario de sus estrenos. La Asociación recolectó fotogramas de la década de 1890 que habían estado almacenados en el Archivo Fotográfico del Zulia, restaurando y agregando color a las imágenes para recrear el aspecto aproximado de las películas. Abdel Güerere escribió y produjo la restauración, la cual fue dirigida por Emiliano Faría. Un DVD de 1991 sobre la historia del cine venezolano hacía referencia a la película; el DVD incluía una imagen de la extracción y otra del Hotel Europa.
Se desconoce la identidad del dentista que aparece en la película. El Diccionario General de Zulia identifica a Vicente Toledo como el único dentista conocido en la Venezuela de finales del siglo XIX. El Directorio Comercial de Repúblicas Americanas de 1897 cita a dos dentistas registrados en Maracaibo: Elías A. Capriles y Gaspar Elías González. González fue el presidente inaugural de la Fraternidad Odontológica del Zulia en 1916. El Hotel Europa, que aparece en la película, fue vendido y remodelado como Hotel Zulia en 1913; finalmente fue demolido en 1956, y el sitio se utilizó para construir el edificio del Consejo Municipal de Maracaibo.

## Proyección

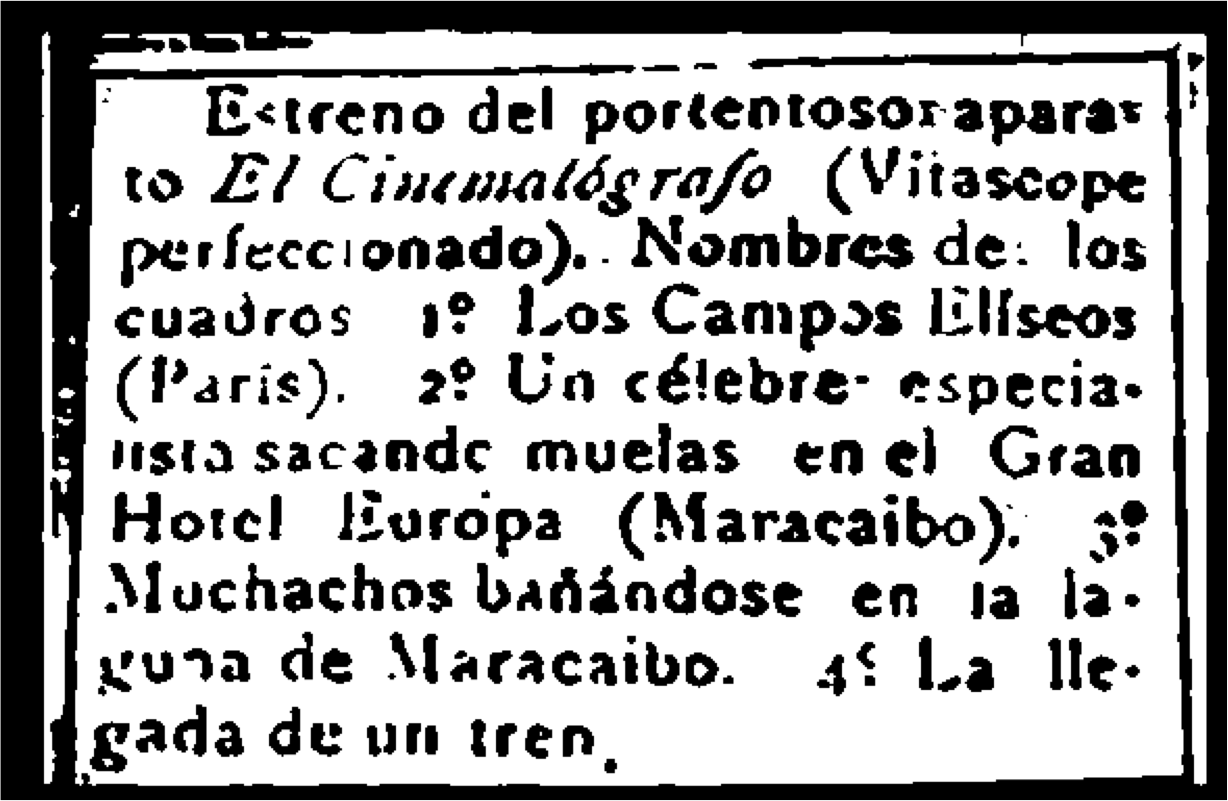
Recorte de diario anunciando el la proyección de películas.

La proyección cinematográfica de Un célebre especialista sacando muelas en el gran Hotel Europa tuvo lugar el 28 de enero de 1897 a las 19:00 horas en el Teatro Baralt de Maracaibo, donde se proyectaron las primeras películas del país (cortometrajes importados americanos). películas) habían sido proyectadas. También se proyectó otra película venezolana, Muchachos bañándose en la laguna de Maracaibo; esta película mostraba a personas bañándose en el lago de Maracaibo y vistas de la ciudad. También se proyectaron dos películas francesas realizadas por los hermanos Lumière. Uno de ellos, el último de los cuatro mostrados, fue el famoso L'arrivée d'un train à La Ciotat:. Según el historiador de cine Peter Rist, estas películas fueron proyectadas en esta ocasión por Gabriel Veyre, director de cine y proyeccionista de la compañía Lumière. Rodolfo Izaguirre ha sugerido que además de las películas venezolanas y francesas, también se proyectarían películas estadounidenses de Thomas Edison.  Las películas se proyectaron después de la representación de la ópera La favorita de Gaetano Donizetti.
Una reseña contemporánea en El Cronista señaló que las películas parecían haber sido bien hechas, pero su proyección fue mal ejecutada. El crítico señaló que la velocidad de proyección de las películas era inicialmente irregular y que la iluminación del cine era demasiado brillante para las películas.

## Producción y director

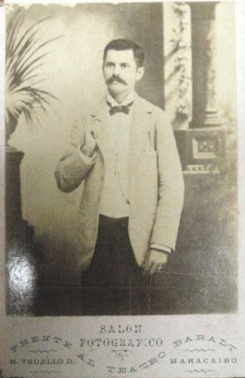
Un retrato de Manuel Trujillo Durán en su momento.

Se desconoce el director de la película; académicos e investigadores han sugerido que las personas más probables para ser el director serían Manuel Trujillo Durán, un fotógrafo de Maracaibo, o Veyre, el cineasta viajero francés. El estudioso del cine, conferencista y biógrafo de Trujillo Alexis Fernández analizó la producción de las primeras películas en una entrevista televisiva de 2013, coincidiendo en que no existe evidencia tangible que indique quién fue el director.
Durante muchos años, los estudiosos del cine creyeron que Trujillo había traído el vitascopio a Venezuela. Las fuentes también han sugerido que Trujillo, con o sin su hermano Guillermo, hizo las primeras películas. Aunque se determinó que Trujillo no introdujo el vitascopio, la creencia asociada de que él hizo las primeras películas ha persistido en algunas partes de Venezuela. En 2018, los medios venezolanos locales y nacionales aceptaron generalmente que Trujillo no hizo la película.
La probabilidad de que Trujillo sea el director ha sido tema de debate entre los estudiosos del cine venezolano. Quienes lo cuestionan se refieren a pruebas que demuestran que Trujillo probablemente no contaba con una cámara con capacidad para filmar, y al hecho de que se encontraba en Táchira al momento de la proyección. Por otro lado, los defensores de Trujillo como director señalan su proximidad a la introducción del cine venezolano y su relación con las compañías fotográficas estadounidenses. El veterano crítico de cine venezolano Rodolfo Izaguirre dice que "se presume" que las películas fueron realizadas por él, y las historias del cine venezolano que apoyan a Trujillo señalan que "se dice" que él fue el director. Fuera del análisis, un artículo del periódico Últimas Noticias sobre los eventos del Día Nacional del Cine en enero de 2019 celebró a Trujillo por realizar y proyectar la película él mismo y equipar el Teatro Baralt para que las películas pudieran exhibirse.
Al proponer otro director en 2018, Jesús Ángel Semprún Parra y Luis Guillermo Hernández escribieron que era más probable que el camarógrafo y cineasta francés Veyre hubiera hecho la película. Llegan a esta opinión al señalar que, mientras Trujillo salió de Maracaibo rumbo a Colombia a principios de enero de 1897, Veyre y su socio C. F. Bernard llegaron a Venezuela en enero de 1897 como parte de su gira cinematográfica por América Latina y el Caribe. En un perfil de Veyre de 2014, el profesor de cine venezolano Arturo Serrano escribió que no hizo ninguna película en Venezuela.

## Vistas críticas modernas
Ana López sugiere que Un célebre especialista... puede ser no sólo la primera película venezolana, sino que también puede contener "las primeras vistas filmadas en América Latina", aunque Evangelina Soltero Sánchez sugiere fechas anteriores para películas producidas en otras partes de América del Sur.
López escribe que el tema de la cirugía dental, similar a "algunas" otras películas latinoamericanas tempranas, creó "un barniz de objetividad científica [que] racionalizó perfectamente sus atractivos más emocionantes" y dio al público contemporáneo una justificación para ver una película cuando por lo demás se consideraban espectáculos. Sin embargo, López señala que la narrativa académica predominante de que muchas películas latinoamericanas tenían temas relacionados con la ciencia es inexacta; cita cuatro películas relacionadas con la ciencia, de las cuales sólo una fue producida después de 1900. Sugiere que las películas producidas en América Latina fueron influenciadas por la próxima Exposición de París de 1900, donde podrían exhibirse.
En su libro, Latin American Cinema: A Comparative History, Paul A. Schroeder Rodríguez describe las primeras películas latinoamericanas como generalmente un reflejo del "aire de autosuficiencia de los primeros pioneros, como si se miraran a sí mismos y les gustara lo que veían". " y citó a Un célebre especialista... como un ejemplo que "habla por sí mismo". Stephen M. Hart da una idea de la fría acogida que se le dio a la película en su libro, diciendo que si bien encajaba en el molde de la actualité (un cortometraje que muestra acontecimientos reales), el público rápidamente se adormeció al ver muchos de estos en sucesión y comenzó " deseando material más interesante que [...] las travesuras de un dentista".
Michelle Leigh Farrell analiza el cine venezolano del siglo XX en su artículo de 2011, señalando su falta de presencia e influencia marginal en América del Sur a pesar de que Venezuela produjo algunas de las primeras películas latinoamericanas. Farrell cree que este éxito inicial influyó en que el gobierno venezolano capitalizara las primeras películas, monopolizando la industria con productoras mal administradas que hacían noticieros y películas apoyando al gobierno. Michael Chanan sugiere que si bien Venezuela era un país típico de América Latina (muchas de las cuales no continuaron con su producción inicial de películas de entretenimiento), puede haber un rico tesoro de películas independientes ocultas –como las obras de Édgar J. Anzola– que han desaparecido desde hace décadas.
Elisa Martínez de Badra compara la película con sus pocas predecesoras y escribe que las películas de Edison proyectadas en Maracaibo en 1896 fueron un "espectáculo teatral", pero Un célebre especialista... no lo fue; ella lo describe como "nuevos medios". Martínez agrega que la forma de Un célebre especialista... y Muchachos bañándose... es uno de los dos factores que contribuyeron al desarrollo de un enfoque narrativo en el cine venezolano.
Al examinar La casa del fin de los tiempos como primera película de terror venezolana, Robert Gómez sugiere que Un célebre especialista... podría ocupar esta posición: "No en vano la figura del dentista existe en muchas películas de serie B y películas de arte como el personaje que usa su oficina para torturar a las víctimas. Piense en Marathon Man". Gómez añade que aunque el desconocido director no estaba haciendo una película de género, "no se puede ignorar la reacción del espectador, que probablemente vio en ella, como es natural, una historia terrorífica del mismo modo que muchos espectadores reaccionaron ante L'Arrivée". d'un train en gare de La Ciotat de los hermanos Lumière".